# Rodríguez (álbum)
Rodríguez es el décimo álbum del cantautor cubano Silvio Rodríguez.
El segundo disco de la trilogía Silvio, Rodríguez y Domínguez, compuesta básicamente por temas con el único acompañamiento de su guitarra. Este disco está dedicado a la memoria de su padre Dagoberto Rodríguez.

## Lista de canciones
1. Escaramujo – 4:58
2. El problema – 3:51
3. Casiopea – 4:57
4. Flores nocturnas – 4:17
5. Canción de navidad – 5:59
6. Ando como hormiguita – 2:20
7. Debo – 3:21
8. Tocando fondo – 3:14
9. Desnuda y con sombrilla – 4:01
10. Del sueño a la poesía – 6:51
11. La vida – 3:39

## Créditos
- Letra y música: Silvio Rodríguez.
- Grabación: Jerzy Belc (Excepto Debo Alejandro Rodríguez).
- Mezclas: Jerzy Belc y Silvio Rodríguez (en Debo y Tocando Fondo Alejandro Rodríguez y Silvio Rodríguez).
- Periféricos: Miguel Ángel Bárzagas
- Fotos: Roberto Coggiola
- Diseño Gráfico: Silvio Rodríguez
- Producción: Silvio Rodríguez
- Grabado en los estudios EGREM, La Habana entre 1992 y 1994.